# 中村敏
中村 敏（なかむら さとし、1949年 - ）は、日本の牧師、神学校教師。日本伝道福音教団牧師、新潟聖書学院学院長、世界宣教研修センター講師。日本キリスト教史、特に福音派の歴史の研究家である。

## 経歴
1949年、新潟県新発田市で生まれた。新潟県立長岡高等学校、岩手大学、聖書神学舎を卒業し、米国トリニティ神学校を修了（修士〈神学〉）。1989年から2008年まで新潟聖書教会の牧師をつとめ、現在は書籍執筆を中心とした活動を行っている。　
中村は、日本最初のプロテスタント教会である日本基督公会が1874年（明治7年）に福音主義同盟の9か条を採用したことについて取り上げ、日本の福音派の歴史は、中田重治やバークレー・バックストンからではなく、日本のプロテスタントの最初からはじまったと指摘する。

## 著作
著書
- 『日本福音宣教史』
- 『新潟女学校と北越学館』
- 『日本人による海外宣教の歩み』関西ミッション･リサーチ・センター 日本福音同盟 いのちのことば社 1992
- 『中国、韓国、日本の教会』
- 『日本における福音派の歴史』いのちのことば社 2000[2]
- 『世界宣教の歴史:エルサレムから地の果てまで』いのちのことば社 2006[3]
- 『日本キリスト教宣教史』いのちのことば社 2009[4]
- 『著名人クリスチャンの結婚生活：ルターから三浦光世・綾子夫婦まで』ファミリーフォーラムジャパン 2009[5]
- 『日本プロテスタント海外宣教史: 乗松雅休から現在まで』 新教出版社 2011[6]
- 『日本プロテスタント神学校史』いのちのことば社、2013[7]